# 朱益湛
朱益湛（？—？），字芸卿，江西莲花厅人，清朝政治人物。举人出身。

## 生平
光绪二十七年十月，擔任清朝廣東省潮州府豐順縣知縣。后由萬雲翱接任。

## 家族
父亲朱之杰，哥哥朱益濬、朱益藩均为进士。